# Spider-Man: Brand New Day
Spider-Man: Brand New Day је предстојећи амерички суперхеројски филм из 2026. године, режисера Дестина Данијела Кретона, према сценарију који су написали Крис Макена и Ерик Самерс, заснован на лику Спајдермена из Marvel Comics-а. Наставак је филма Спајдермен: Пут без повратка (2021), као и 40. филм Марвеловог филмског универзума. Главне улоге у филму тумаче Том Холанд, Чарли Кокс и Сејди Синк.
Sony Pictures је почео развој четвртог филма о Спајдермену паралелно са Путом без повратка. Продуценткиња Ејми Паскал открила је у новембру 2021. да је овај филм замишљен као први у новој трилогији о Спајдермену са Томом Холандом, а рад на причи почео је у децембру те године. Макена и Самерс су се вратили као сценаристи у фебруару 2023, Кретон је ангажован као режисер у октобру 2024, а наслов је објављен у марту 2025. године.
Филм ће изаћи 31. јула 2026. године.

## Улоге
| Глумац            | Улога                     |
| ----------------- | ------------------------- |
| Том Холанд        | Питер Паркер / Спајдермен |
| Зендеја           | Мишел „Ем Џеј” Џоунс      |
| Џејкоб Баталон    | Нед Лидс                  |
| Чарли Кокс        | Мет Мердок / Дердевил     |
| Сејди Синк        |                           |
| Лајза Колон-Зајас |                           |
| Џон Бернтал       | Френк Касл / Панишер      |
| Марк Рафало       | Брус Бенер / Хулк         |
| Мајкл Мандо       | Мак Гарган / Шкорпион     |